# Copa Constitució 2020
La Copa Constitució 2020 fue la 28ª edición de la Copa Constitució. El torneo comenzó el 19 de enero de 2020 y finalizó el 29 de julio de 2020 después de un largo retraso debido a la pandemia de COVID-19 en Andorra. El equipo campeón garantizó un cupo en la ronda preliminar de la Liga Europa 2020-21.
Inter Club d'Escaldes obtuvo su primer título de copa tras vencer al FC Santa Coloma por 2-0.

## Participantes
| Equipos de primera división | Equipos de segunda división |
| --------------------------- | --------------------------- |
| Atlètic Club d'Escaldes     | Encamp                      |
| Carroi                      | La Massana                  |
| Engordany                   | Lusitanos                   |
| Inter Club d'Escaldes       | Penya Encarnada             |
| Ordino                      |                             |
| Sant Julià                  |                             |
| FC Santa Coloma             |                             |
| UE Santa Coloma             |                             |

## Formato
La Copa Constitució 2020 fue disputada por doce clubes.
| Ronda            | Fecha(s)                      | Número de partidos | Equipos |
| ---------------- | ----------------------------- | ------------------ | ------- |
| Primera ronda    | 19 de enero                   | 4                  | 12 → 8  |
| Cuartos de final | 25-26 de enero, 12 de febrero | 4                  | 8 → 4   |
| Semifinales      | 26 de julio                   | 2                  | 4 → 2   |
| Final            | 29 de julio                   | 1                  | 2 → 1   |

## Primera ronda
Ocho clubes compitieron en la primera ronda. Los partidos se jugaron el 19 de enero de 2020
| Local                       | Resultado | Visitante           | Fecha       | Hora  | Estadio                          |
| --------------------------- | --------- | ------------------- | ----------- | ----- | -------------------------------- |
| Engordany (1)               | 11 − 1    | Encamp (2)          | 19 de enero | 11:00 | Centre d'Entrenament de la FAF 1 |
| Atlètic Club d'Escaldes (1) | 1 − 3     | La Massana (2)      | 19 de enero | 14:00 | Centre d'Entrenament de la FAF 1 |
| Ordino (1)                  | 1 − 2     | Penya Encarnada (2) | 19 de enero | 17:00 | Centre d'Entrenament de la FAF 1 |
| Carroi (1)                  | 3 − 1     | Lusitanos (2)       | 19 de enero | 20:22 | Centre d'Entrenament de la FAF 1 |

## Cuartos de final
Ocho clubes competirán en la cuartos de final.Los partidos se jugarán el 25 y 26 de enero y el 12 de febrero de 2020.
| Local                 | Resultado | Visitante       | Fecha         | Hora  | Estadio                          |
| --------------------- | --------- | --------------- | ------------- | ----- | -------------------------------- |
| Inter Club d'Escaldes | 2 − 1     | Engordany       | 25 de enero   | 18:00 | Centre d'Entrenament de la FAF 1 |
| Sant Julià            | 4 − 0     | La Massana      | 12 de febrero | 21:00 | Centre d'Entrenament de la FAF 1 |
| UE Santa Coloma       | 1 − 0     | Penya Encarnada | 26 de enero   | 15:00 | Centre d'Entrenament de la FAF 1 |
| FC Santa Coloma       | 3 − 0     | Carroi          | 26 de enero   | 18:00 | Centre d'Entrenament de la FAF 1 |

## Semifinales
Cuatro clubes competirán en las semifinales. Los partidos estaban pautados principalmente para el 8 y 9 de abril, pero debido a la Pandemia por Covid-19, se cambiaron para el 26 de julio.
| Local                 | Resultado    | Visitante       | Fecha       | Hora  | Estadio                          |
| --------------------- | ------------ | --------------- | ----------- | ----- | -------------------------------- |
| Inter Club d'Escaldes | 2 − 1        | Sant Julià      | 26 de julio | 19:30 | Centre d'Entrenament de la FAF 1 |
| UE Santa Coloma       | 0 − 1 (t.s.) | FC Santa Coloma | 26 de julio | 19:30 | Estadio Nacional                 |

## Final
| 29 de julio de 2020, 20:30 | Inter Club d'Escaldes            | 2:0 (0:0) | FC Santa Coloma | Estadio Nacional, Andorra la Vieja         |                                            |
|                            | - Bruninho 71' - Soldevila 90+2' | Reporte   |                 | Árbitro(s): Bruno Filipe Parente Fernandes | Árbitro(s): Bruno Filipe Parente Fernandes |

| Campeón: Inter Club d'Escaldes 1º título |